# Manuel Martín Ferrand
Manuel Martín Ferrand (la Corunya, 11 de desembre de 1940 - Madrid, 30 d'agost de 2013) va ser un periodista espanyol.

## Biografia
Diplomat en periodisme amb el número u de la seva promoció, els seus inicis professionals van ser en la premsa escrita, i va debutar a El Diario de Cádiz. Posteriorment va escriure durant un breu període al diari Pueblo i més endavant va passar al món de la ràdio col·laborant a Radio Popular de Madrid.
En 1960 va ingressar a Televisió Espanyola com a redactor dels serveis informatius. Al llarg de les dècades dels seixanta i setanta presenta i dirigeix nombrosos programes en la cadena pública com a Imágenes para saber (1966), Nosotros (1968), amb Alfredo Amestoy; Con acento (1968), Siempre en domingo (1971), 24 horas (1971-1972), Sábado Cine (1976-1977) i Hora 15 (1977-1979).
Paral·lelament va treballar en la Cadena SER, emissora en la qual va participar en la creació de Matinal SER (1964), Hora 25, històric programa informatiu de la ràdio espanyola del qual va ser el seu primer director en 1972, Hora 13, Hora 20, La Respuesta i uns altres més.
Va dirigir dos periòdics: Diario de Barcelona (1973-1974) i Nuevo Diario (1975-1976). Va fundar una empresa d'assessoria en mitjans i documentació d'actualitat. Va col·laborar en el Grup Zeta com a assessor del president, Antonio Asensio i com a articulista en El Periódico, la revista mensual Bazar i el setmanari Interviú.
Després d'abandonar televisió, en 1981 es va incorporar a la Cadena Ser i un any més tard va fundar la cadena Antena 3 Radio, de la qual es va convertir en director general i conseller d'administració i que en pocs anys aconseguí el lideratge d'audiència.
En 1989 va ser nomenat director general d'Antena 3 Televisión i va romandre al capdavant de tots dos mitjans fins a la seva dimissió al juliol de 1992, quan el grup accionarial majoritari de l'empresari Javier Godó va vendre la seva participació de Prisa.
En els següents anys va passar a col·laborar amb la Cadena COPE, en el programa La Linterna i després a La Mañana de Cope, fins a 2002 quan va abandonar l'emissora.
Després va escriure una columna diària a Estrella Digital (fins a 2009) i a ABC (des de 1996 fins a poques setmanes abans de la seva defunció). Des de 2002 va col·laborar en el programa Protagonistas primer a Onda Cero i després a Punto Radio i des de 2010 va ser columnista del diari Republica.com.
El 30 d'agost de 2013 va morir en la Clínica de la Concepció de Madrid, als 72 anys.

## Llibres publicats
- Los heterodoxos, Madrid, Gondel, 1979.
- Con España a cuestas. Las Rozas, Eilea, 1995. Selecció de 218 articles publicats a Diario 16.